# فرودگاه بوج
فرودگاه بوج (به انگلیسی: Bhuj Airport) (به زبان بومی: Bhuj Rudra Mata Airport) یک فرودگاه نظامی و همگانی با کد یاتا BHJ است که یک باند فرود آسفالت دارد و طول باند آن ۲۵۰۱ متر است. این فرودگاه در شهر بوج کشور هند قرار دارد و در ارتفاع ۸۲ متری از سطح دریا واقع شده‌است.